# Dermolepida albohirtum
Dermolepida albohirtum är en skalbaggsart som beskrevs av Charles Owen Waterhouse 1875. Dermolepida albohirtum ingår i släktet Dermolepida och familjen Melolonthidae. Inga underarter finns listade i Catalogue of Life.

## Bildgalleri

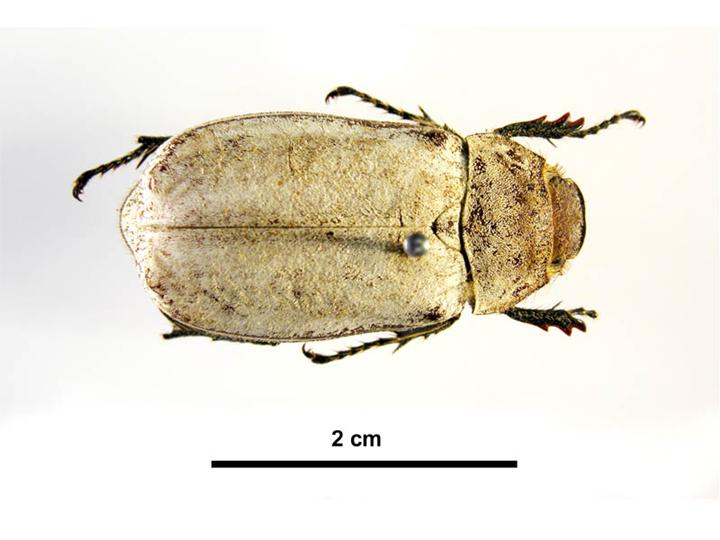
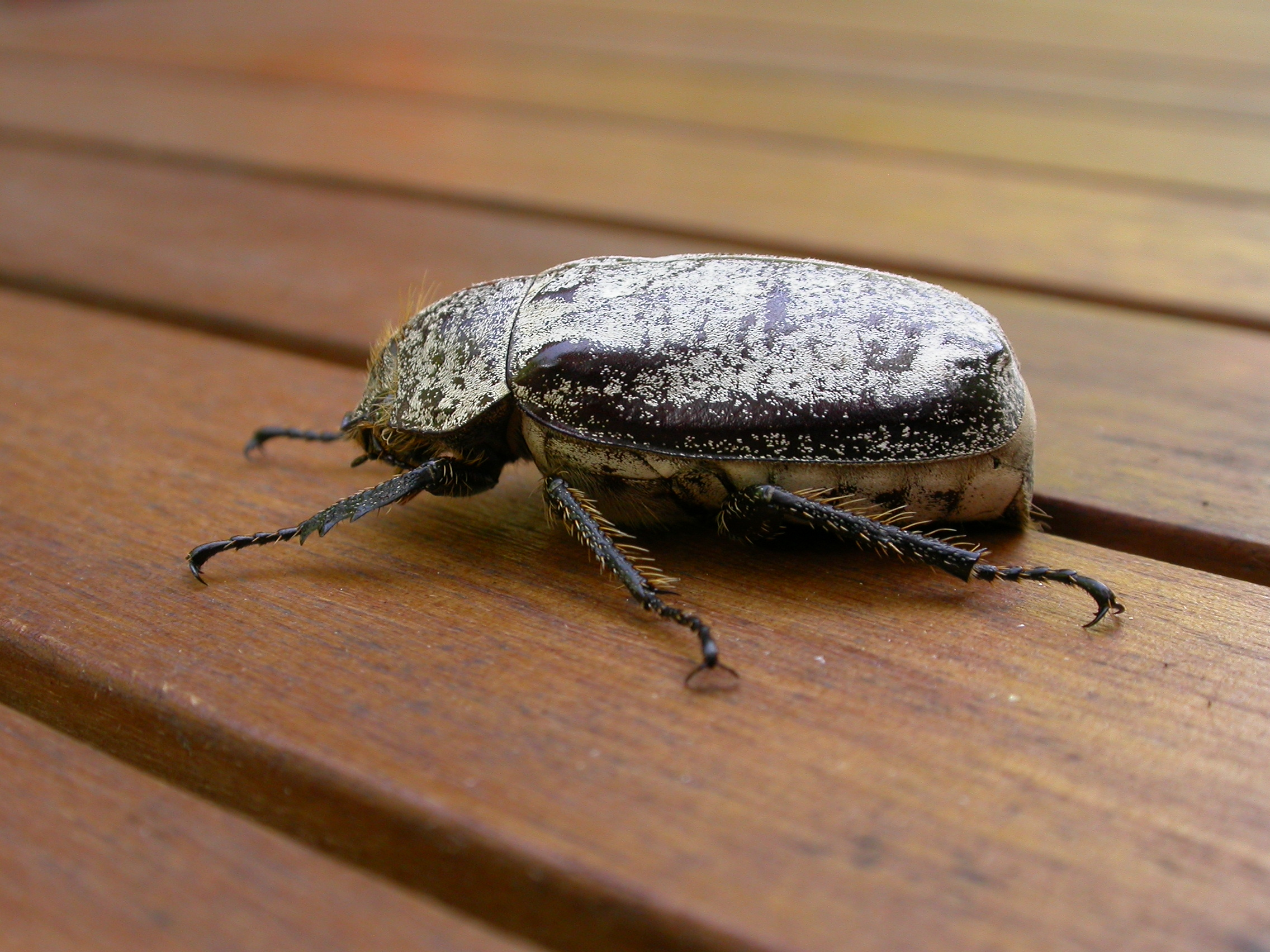
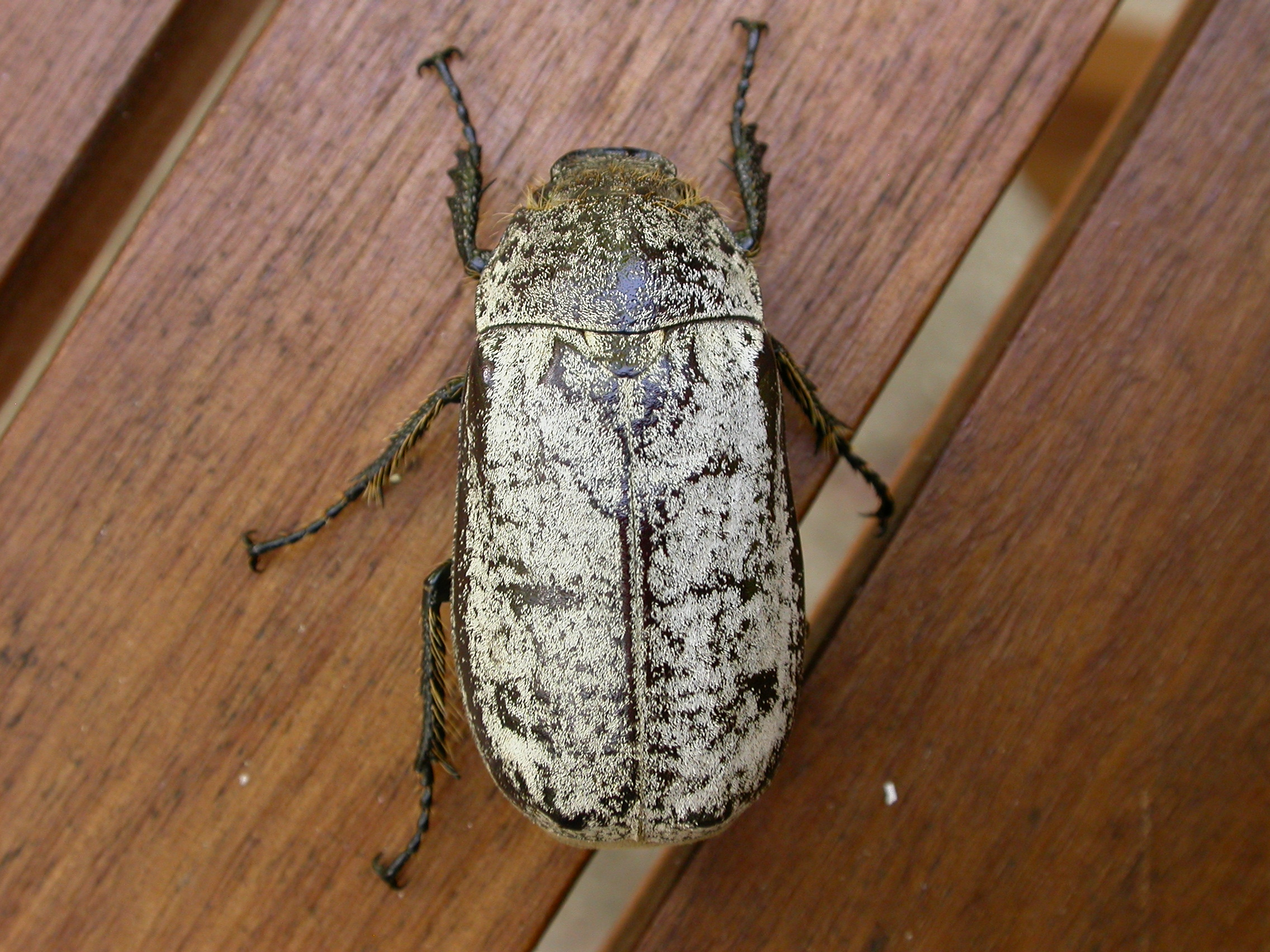